# Jerzy (margrabia Badenii)
Jerzy (ur. w 1436 r., zm. 11 listopada 1484 r.) – margrabia Badenii od 1453 do 1454 r. (z braćmi Karolem I i Bernardem II), biskup Metzu od 1459 r. z rodu Zähringen.

## Życiorys
Jerzy był czwartym synem margrabiego Badenii Jakuba I i Katarzyny, córki Karola II, księcia Lotaryngii. Został przeznaczony do stanu duchownego wraz z dwoma braćmi, Janem i Markiem, w przeciwieństwie do dwóch najstarszych braci. W 1445 otrzymał tzw. niższe święcenia. W 1452 r. rozpoczął studia w Erfurcie.
Jednak po śmierci ojca w 1453 r. na mocy jego testamentu Jerzy, oprócz dwóch najstarszych braci otrzymał część margrabstwa badeńskiego (przypadła mu część północna z Durlach). Nie zdecydował się jednak na porzucenie kariery duchownego i już w 1454 r. odstąpił swój udział na rzecz braci. Kontynuował studia, od 1454 r. w Pawii, w 1456 r. w Kolonii, gdzie w tym samym roku został kanonikiem. Dzięki bratu Janowi, który w 1456 r. został arcybiskupem Trewiru Jerzy został biskupem pomocniczym, a w 1459 r. administratorem biskupstwa Metzu (po osiągnięciu wymaganego prawem kanonicznym wieku został następnie wybrany i zatwierdzony biskupem Metzu).
W polityce, zgodnie ze stanowiskiem braci, margrabiów badeńskich, stał po stronie cesarskiej. W 1461 r. w sporze o arcybiskupstwo Moguncji wraz z braćmi poparł Adolfa z Nassau. Podczas toczącej się wojny został ranny i wzięty do niewoli w bitwie pod Seckenheim przez palatyna reńskiego Fryderyka Wittelsbacha. Uwolniony został w styczniu 1463 r. za okupem i po złożeniu obietnicy podjęcia starań w celu pogodzenia palatyna z cesarzem Fryderykiem III Habsburgiem i papieżem Piusem II. Sam Jerzy też otrzymywał dowody poparcia cesarskiego. Fryderyk III wysuwał jego kandydaturę do godności kardynała, powierzał mu też różne funkcje (m.in. rozsądzenie w imieniu cesarza sporu między księciem lotaryńskim i miastem Metz).
Początkowo był także związany z królem Francji Ludwikiem XI, jednak w 1473 r. zawarł sojusz z księciem Burgundii Karolem Zuchwałym. Odgrywał bardzo ważną rolę pośrednika między cesarzem i księciem burgundzkim, a od 1476 r. prowadził negocjacje w sprawie małżeństwa jedynej córki Karola Zuchwałego Marii Burgundzkiej z synem cesarza Maksymilianem Habsburgiem, do którego doszło w sierpniu 1477 r. W okresie od śmierci Karola w styczniu tego roku do przybycia Maksymiliana był jednym z doradców Marii. W późniejszym okresie Jerzy był blisko związany z Maksymilianem, któremu zawdzięczał stanowiska biskupa pomocniczego i administratora biskupstwa Utrechtu.
W swoim biskupim księstwie prowadził restrykcyjną politykę finansową, która pozwoliła pokryć mu długi zaciągnięte w czasie wojny o Moguncję. Bezskutecznie próbował odzyskiwać utracone dobra biskupie, udało mu się za to załagodzić konflikt między kapitułą i miastem Metz doprowadzając do zawarcia w 1466 r. układu, w którym ściśle określono uprawnienia duchowieństwa oraz mieszczan. Dopiero w ostatnich latach jego życia stosunki z miastem zaczęły się psuć. Mimo oporu duchowieństwa przeprowadził też finansowe reformy diecezji, które pogorszyły sytuację finansową kleru.
Jerzy był uważany przez współczesnych za dobrego i pobożnego biskupa. Podziwiano jego mądrość i znajomość języków. Dokonał różnych fundacji sakralnych na terenie biskupstwa, szczególnie wspierając zakon franciszkanów. Pochowany został w katedrze św. Szczepana w Metzu.